# ARIH2
ARIH2 (англ. Ariadne RBR E3 ubiquitin protein ligase 2) – білок, який кодується однойменним геном, розташованим у людей на короткому плечі 3-ї хромосоми.  Довжина поліпептидного ланцюга білка становить 493 амінокислот, а молекулярна маса — 57 819.
| 10         |  | 20         |  | 30         |  | 40         |  | 50         |
| ---------- |  | ---------- |  | ---------- |  | ---------- |  | ---------- |
| MSVDMNSQGS |  | DSNEEDYDPN |  | CEEEEEEEED |  | DPGDIEDYYV |  | GVASDVEQQG |
| ADAFDPEEYQ |  | FTCLTYKESE |  | GALNEHMTSL |  | ASVLKVSHSV |  | AKLILVNFHW |
| QVSEILDRYK |  | SNSAQLLVEA |  | RVQPNPSKHV |  | PTSHPPHHCA |  | VCMQFVRKEN |
| LLSLACQHQF |  | CRSCWEQHCS |  | VLVKDGVGVG |  | VSCMAQDCPL |  | RTPEDFVFPL |
| LPNEELREKY |  | RRYLFRDYVE |  | SHYQLQLCPG |  | ADCPMVIRVQ |  | EPRARRVQCN |
| RCNEVFCFKC |  | RQMYHAPTDC |  | ATIRKWLTKC |  | ADDSETANYI |  | SAHTKDCPKC |
| NICIEKNGGC |  | NHMQCSKCKH |  | DFCWMCLGDW |  | KTHGSEYYEC |  | SRYKENPDIV |
| NQSQQAQARE |  | ALKKYLFYFE |  | RWENHNKSLQ |  | LEAQTYQRIH |  | EKIQERVMNN |
| LGTWIDWQYL |  | QNAAKLLAKC |  | RYTLQYTYPY |  | AYYMESGPRK |  | KLFEYQQAQL |
| EAEIENLSWK |  | VERADSYDRG |  | DLENQMHIAE |  | QRRRTLLKDF |  | HDT        |

A: Аланін

C: Цистеїн

D: Аспарагінова кислота

E: Глутамінова кислота

F: Фенілаланін

G: Гліцин

H: Гістидин

I: Ізолейцин

K: Лізин

L: Лейцин

M: Метіонін

N: Аспарагін

P: Пролін

Q: Глутамін

R: Аргінін

S: Серин

T: Треонін

V: Валін

W: Триптофан

Кодований геном білок за функціями належить до трансфераз, фосфопротеїнів. 
Задіяний у таких біологічних процесах як убіквітинування білків, поліморфізм. 
Білок має сайт для зв'язування з іонами металів, іоном цинку. 
Локалізований у цитоплазмі, ядрі.